# Christian Solano
Christian Solano Gamarra (Lima, 1976) es un escritor peruano. Ha incursionado en géneros como el microrrelato y el cuento. La atmósfera de sus cuentos ha sido descrita como sórdida, violenta y desencantadora.

## Biografía
Solano nació en el distrito de Jesús María, Lima. 
Inicia sus estudios universitarios en la carrera de psicología en la Pontificia Universidad Católica del Perú, el año 1993. Durante su estadía en la facultad de Estudios Generales Letras se interesa por la literatura. El año 1995 deja la universidad. Alrededor del año 2000 se reincorpora a la misma casa de estudios, esta vez a la carrera de Literatura Hispánica. Con esta segunda estancia en la institución se interesa por los talleres literarios, el primero estuvo a cargo de Carla Sagástegui. Sin embargo, por cuestiones laborales pospone nuevamente su carrera universitaria. A pesar de ello logra inscribirse en la Escuela de Escritura Creativa del Centro Cultural de la PUCP, dirigido por Alonso Cueto e Iván Thays.  Durante los años siguientes continúa con los talleres literarios dirigidos por Iván Thays, así como por Ricardo Sumalavia. Además, fue seleccionado para el taller de Oswaldo Reynoso en la Casa de la Literatura. Finalmente, cursa un taller de cuento con Marco García Falcón.
En 2013 inicia un proceso de divorcio. El año 2014 publica su primer libro Almanaque (Lima: Micrópolis, 2014). Gracias a esta publicación tuvo la oportunidad de viajar a Santiago de Chile como invitado a la Jornada Trinacional de Microficción Borrando Fronteras, que reunía escritores de Argentina, Chile y Perú. El mismo año, fue seleccionado por la editorial mexicana Ojo de Pez para integrar la antología latinoamericana Ballenas en Hormigueros.
A raíz de la Jornada en el país vecino, llega en 2015 su segundo libro Motivos de fuerza mayor, publicado por la editorial chilena Sherezade, que se presentó en la Feria de Editoriales Independientes Primavera del libro. Por esos días, asistió como alumno invitado a los talleres de narrativa Ergo Sum dirigidos por las escritoras Pía Barros y Gabriela Aguilera. Además, la editorial Cinosargo de Arica en asociación con la editorial Cathartes, lo convocaron para integrar la antología internacional Juegos cruzados: Perversiones literarias. En 2016 la escritora y académica mexicana Dina Grijalva, lo seleccionaría para formar parte de su antología hispanoamericana Eros y Afrodita en la minificción, publicada en México por la editorial Ficticia.
En 2017 integró el jurado del segundo Concurso de Microrrelatos Bibliotecuento organizado por la Biblioteca Mario Vargas Llosa de la Casa de la Literatura Peruana. Ese año, aparece su tercer libro Una calma aparente, publicado con la editorial Animal de Invierno.
El año 2019 Solano se reincorpora a la PUCP. El 2021 culmina sus estudios de Literatura Hispánica.

## Publicaciones

### Libros
- Motivos de fuerza mayor (Santiago de Chile: Ediciones Sherezade, 2015),
- Almanaque (Lima: Micrópolis, 2014)
- Una calma aparente (Lima: Animal de invierno, 2017).[5][1]

### Antologías Nacionales
- Circo de Pulgas (Lima: Micrópolis, 2012)[13]
- 201. Lado B (Lima: Altazor, 2014)[14]
- 69. Antología de Microrrelatos Eróticos I (Lima: Altazor, 2016)[15]
- El Microrrelato Peruano. Antología General (Lima: PetroPerú, 2021)[16]

### Antologías Internacionales
- Antología Trinacional de Minificción Borrando Fronteras (Buenos Aires: Macedonia, 2014).[7]
- Ballenas en Hormigueros (México D.F.: Ojo de Pez, 2014)[6]
- Juegos cruzados: Perversiones literarias (Arica: Editorial Cinosargo/Cathartes, 2015)[9]
- Eros y Afrodita en la minificción (México D.F.: Ficticia, 2016).[8][17]